# Xin’an (sockenhuvudort i Kina, Jilin Sheng, lat 44,27, long 127,37)
Xin'an (kinesiska: 新安, 新安乡) är en sockenhuvudort i Kina. Den ligger i provinsen Jilin, i den nordöstra delen av landet, omkring 180 kilometer öster om provinshuvudstaden Changchun. Antalet invånare är 20 523. Befolkningen består av 10 008 kvinnor och 10 515 män. Barn under 15 år utgör 12,0 %, vuxna 15-64 år 78 %, och äldre över 65 år 8,0 %.
Runt Xin'an är det ganska tätbefolkat, med 72 invånare per kvadratkilometer. Det finns inga andra samhällen i närheten. I omgivningarna runt Xin'an växer i huvudsak lövfällande lövskog.
Genomsnittlig årsnederbörd är 985 millimeter. Den regnigaste månaden är juli, med i genomsnitt 230 mm nederbörd, och den torraste är januari, med 9 mm nederbörd.